# Pulvinaria fujisana
Pulvinaria fujisana är en insektsart som beskrevs av Hiroshi Kanda 1960. Pulvinaria fujisana ingår i släktet Pulvinaria och familjen skålsköldlöss. Inga underarter finns listade i Catalogue of Life.